# Радеж
Радеж (словен. Radež) — поселення в общині Севниця, Споднєпосавський регіон, Словенія. Висота над рівнем моря: 448,8 м.